# جف ویلیامز (دوچرخه‌سوار)
جف ویلیامز (انگلیسی: Jeff Williams؛ زادهٔ ۱۸ اوت ۱۹۵۸) دوچرخه‌سوار اهل بریتانیا است. وی در بازی‌های المپیک تابستانی ۱۹۸۰ شرکت کرده است.